# Флагстаф (Аризона)
Флагстаф (енгл. Flagstaff) град је у америчкој савезној држави Аризона. По попису становништва из 2010. у њему је живело 65.870 становника.

## Демографија
Према попису становништва из 2010. у граду је живело 65.870 становника, што је 12.976 (24,5%) становника више него 2000. године.
| Група             | 2000.          | 2010.          |
| Белци             | 36.760 (69,5%) | 42.446 (64,4%) |
| Афроамериканци    | 927 (1,8%)     | 1.278 (1,9%)   |
| Азијати           | 660 (1,2%)     | 1.227 (1,9%)   |
| Хиспаноамериканци | 8.500 (16,1%)  | 12.094 (18,4%) |
| Укупно            | 52.894         | 65.870         |

## Партнерски градови
- Манзаниљо
- Барнаул
- City of Blue Mountains
- Xindian
- Tres de Febrero